# 古座川町

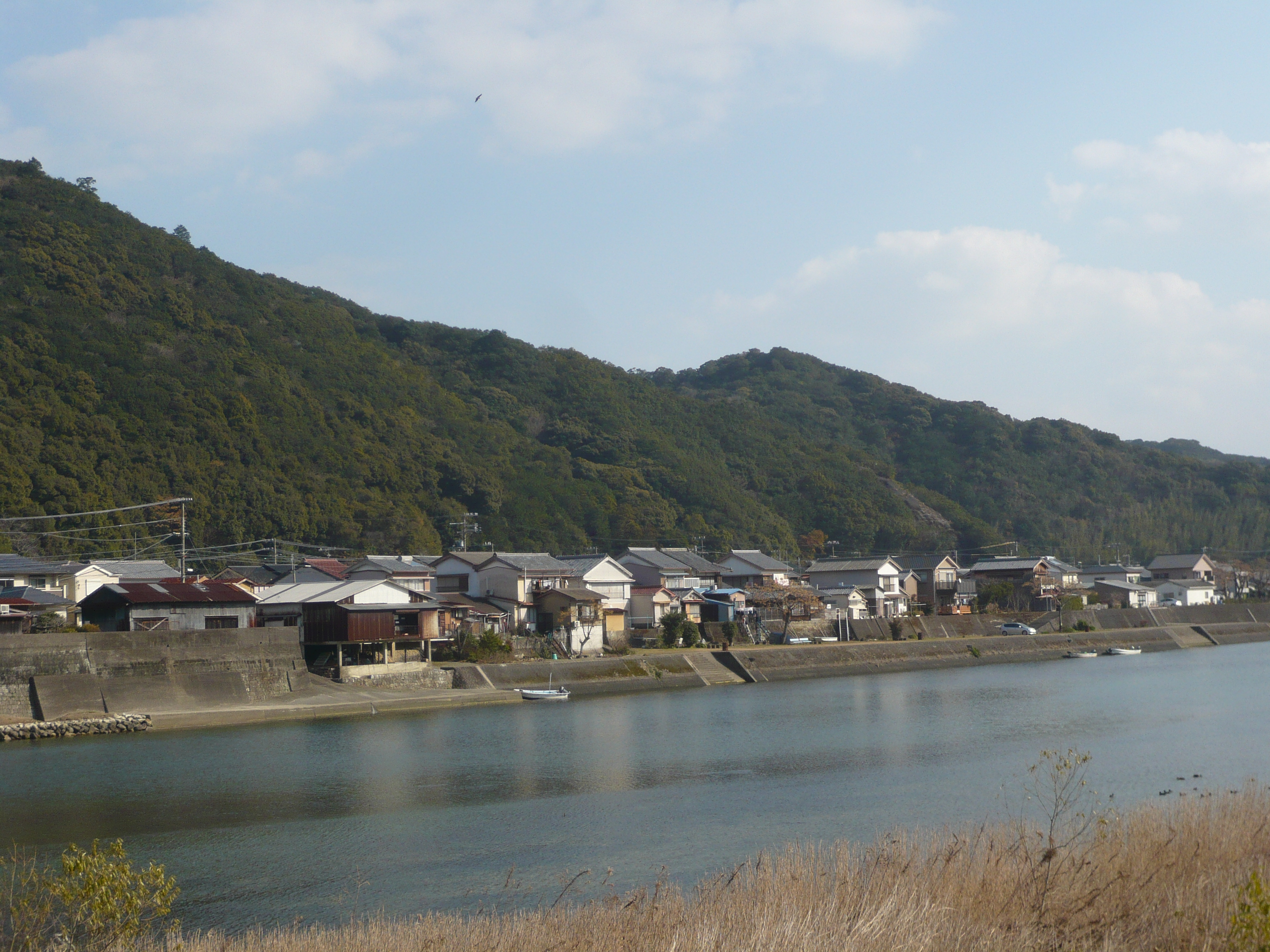
古座川町の主集落、高池

古座川町（こざがわちょう）は、和歌山県の南方に位置する東牟婁郡の町。紀南地域（東牟婁圏域）に属する。

## 概要
紀伊半島南方の山間部に位置する町で、古座川材を産すなど林業も盛ん。
町域面積は2005年5月1日、田辺市が日高郡の龍神村、西牟婁郡の中辺路町と大塔村、東牟婁郡の本宮町と合併し、新しい田辺市になるまでは和歌山県下で最大の市町村だった。

### 地名の由来
町名は町内を流れる古座川にちなんで命名された。

## 地理

### 位置
古座川町は紀伊半島の最南端に近い内陸部に位置する。
海際まで山地が迫るという紀伊半島の地形の特徴は古座川町でも見ることができ、当町の最南端部から海まではわずか1kmほどだが町域の9割ほどを山林地帯が占めている。
古座川町の平地は町域全体の1割にも満たないほどであり、町内の集落は皆この古座川沿いの平地に開けている。
古座川町の中心となる地域は高池で、高池集落は町の最南部に存在している。
高池は串本町の古座地域の中心部にある集落と市街地続きになっており、西向や古座と同じく製材業で栄えたところである。
町北端、田辺市との境にある大塔山（1122m）は、町名の由来となった古座川の源流域である。古座川は、町内を北西から南東に向けて貫流する。町内の平地は、古座川とその支流（平井川、佐本川、三尾川、小川）が形成したものである。他にも同じく田辺市との境にある高尾山（たかおやま、標高942m）、新宮市との境にある足郷山（あしごうやま、標高889m）、田辺市および白浜町との境にある大森山（おおもりやま）などの山がある。

### 地形

#### 山地
主な山
- 大塔山（1122m）
- 高尾山（たかおやま、標高942m）
- 足郷山（あしごうやま、標高889m）
- 大森山（おおもりやま）

#### 河川
主な川
- 古座川
  - 平井川
  - 佐本川
  - 三尾川
  - 小川

### 地域
旧高池町地区（南東部）
- 高池、宇津木、月野瀬、池野山、楠、樫山

旧明神村地区（南部）
- 高瀬、川口、直見、中崎、潤野、明神、大柳、一雨、鶴川、立合、立合川、相瀬、峯

旧小川村地区（北部）
- 山手、小川、宇筒井、大桑、西赤木、田川、小森川

旧三尾川村地区（南西部）
- 洞尾、蔵土、三尾川、南平、大川、長追、真砂

旧七川村地区（北西部）
- 佐田、下露、西川、成川、松根、添野川、平井

### 気候
| 西川（1991年 - 2020年）の気候      | 西川（1991年 - 2020年）の気候 | 西川（1991年 - 2020年）の気候 | 西川（1991年 - 2020年）の気候 | 西川（1991年 - 2020年）の気候 | 西川（1991年 - 2020年）の気候 | 西川（1991年 - 2020年）の気候 | 西川（1991年 - 2020年）の気候 | 西川（1991年 - 2020年）の気候 | 西川（1991年 - 2020年）の気候 | 西川（1991年 - 2020年）の気候 | 西川（1991年 - 2020年）の気候 | 西川（1991年 - 2020年）の気候 | 西川（1991年 - 2020年）の気候 |
| 月                                 | 1月                           | 2月                           | 3月                           | 4月                           | 5月                           | 6月                           | 7月                           | 8月                           | 9月                           | 10月                          | 11月                          | 12月                          | 年                            |
| ---------------------------------- | ----------------------------- | ----------------------------- | ----------------------------- | ----------------------------- | ----------------------------- | ----------------------------- | ----------------------------- | ----------------------------- | ----------------------------- | ----------------------------- | ----------------------------- | ----------------------------- | ----------------------------- |
| 最高気温記録 °C （°F）             | 20.7 (69.3)                   | 23.7 (74.7)                   | 26.7 (80.1)                   | 29.8 (85.6)                   | 32.1 (89.8)                   | 35.6 (96.1)                   | 37.3 (99.1)                   | 38.9 (102)                    | 35.8 (96.4)                   | 31.1 (88)                     | 25.7 (78.3)                   | 22.1 (71.8)                   | 38.9 (102)                    |
| 平均最高気温 °C （°F）             | 10.8 (51.4)                   | 12.1 (53.8)                   | 15.4 (59.7)                   | 20.1 (68.2)                   | 24.0 (75.2)                   | 26.2 (79.2)                   | 30.1 (86.2)                   | 31.2 (88.2)                   | 28.2 (82.8)                   | 23.4 (74.1)                   | 18.3 (64.9)                   | 13.1 (55.6)                   | 21.1 (70)                     |
| 日平均気温 °C （°F）               | 4.2 (39.6)                    | 5.2 (41.4)                    | 8.6 (47.5)                    | 13.3 (55.9)                   | 17.7 (63.9)                   | 21.2 (70.2)                   | 25.0 (77)                     | 25.6 (78.1)                   | 22.5 (72.5)                   | 17.2 (63)                     | 11.3 (52.3)                   | 6.2 (43.2)                    | 14.8 (58.6)                   |
| 平均最低気温 °C （°F）             | −1.0 (30.2)                   | −0.5 (31.1)                   | 2.4 (36.3)                    | 7.0 (44.6)                    | 12.0 (53.6)                   | 16.9 (62.4)                   | 21.1 (70)                     | 21.6 (70.9)                   | 18.4 (65.1)                   | 12.5 (54.5)                   | 6.0 (42.8)                    | 0.9 (33.6)                    | 9.8 (49.6)                    |
| 最低気温記録 °C （°F）             | −6.9 (19.6)                   | −6.8 (19.8)                   | −5.1 (22.8)                   | −3.2 (26.2)                   | 0.9 (33.6)                    | 7.2 (45)                      | 14.0 (57.2)                   | 12.4 (54.3)                   | 7.3 (45.1)                    | 1.0 (33.8)                    | −2.7 (27.1)                   | −5.8 (21.6)                   | −6.9 (19.6)                   |
| 降水量 mm （inch）                 | 113.4 (4.465)                 | 161.8 (6.37)                  | 262.7 (10.343)                | 296.4 (11.669)                | 315.1 (12.406)                | 483.5 (19.035)                | 505.9 (19.917)                | 406.1 (15.988)                | 461.0 (18.15)                 | 293.2 (11.543)                | 179.8 (7.079)                 | 112.4 (4.425)                 | 3,591.2 (141.386)             |
| 平均降水日数 （≥1.0 mm）           | 6.7                           | 8.2                           | 11.4                          | 11.1                          | 11.4                          | 15.6                          | 14.5                          | 13.6                          | 13.8                          | 11.4                          | 8.5                           | 6.6                           | 132.8                         |
| 平均月間日照時間                   | 191.1                         | 173.4                         | 189.0                         | 191.8                         | 182.1                         | 116.1                         | 147.3                         | 184.7                         | 133.1                         | 154.3                         | 166.1                         | 184.6                         | 2,014.1                       |
| 出典1：Japan Meteorological Agency |                               |                               |                               |                               |                               |                               |                               |                               |                               |                               |                               |                               |                               |
| 出典2：気象庁                      |                               |                               |                               |                               |                               |                               |                               |                               |                               |                               |                               |                               |                               |

### 人口
| |                                          |  |
| 古座川町と全国の年齢別人口分布（2005年） | 古座川町の年齢・男女別人口分布（2005年） |  |
| ■紫色 ― 古座川町 ■緑色 ― 日本全国 | ■青色 ― 男性 ■赤色 ― 女性                |  |
| 古座川町（に相当する地域）の人口の推移 \| 1970年（昭和45年） \| 6,078人 \| \| \| 1975年（昭和50年） \| 5,365人 \| \| \| 1980年（昭和55年） \| 5,030人 \| \| \| 1985年（昭和60年） \| 4,584人 \| \| \| 1990年（平成2年） \| 4,193人 \| \| \| 1995年（平成7年） \| 3,884人 \| \| \| 2000年（平成12年） \| 3,726人 \| \| \| 2005年（平成17年） \| 3,426人 \| \| \| 2010年（平成22年） \| 3,103人 \| \| \| 2015年（平成27年） \| 2,826人 \| \| \| 2020年（令和2年） \| 2,480人 \| \| |                                          |  |
| 総務省統計局 国勢調査より |                                          |  |
| 1970年（昭和45年） | 6,078人                                  |  |
| 1975年（昭和50年） | 5,365人                                  |  |
| 1980年（昭和55年） | 5,030人                                  |  |
| 1985年（昭和60年） | 4,584人                                  |  |
| 1990年（平成2年） | 4,193人                                  |  |
| 1995年（平成7年） | 3,884人                                  |  |
| 2000年（平成12年） | 3,726人                                  |  |
| 2005年（平成17年） | 3,426人                                  |  |
| 2010年（平成22年） | 3,103人                                  |  |
| 2015年（平成27年） | 2,826人                                  |  |
| 2020年（令和2年） | 2,480人                                  |  |

### 隣接自治体
和歌山県
- 田辺市
- 新宮市
- 西牟婁郡：白浜町
- 西牟婁郡：すさみ町
- 東牟婁郡：串本町
- 東牟婁郡：那智勝浦町

## 歴史
当町山間部では温暖かつ湿潤な気候のため、古来より良質の材木を産しており古座川材と称された。この古座川材を古座川沿いの村々が古座川に流し、これを下流の高池や西向、古座といった場所で受け取り、下流の町が栄えることとなった。

### 近世
江戸時代
江戸時代末期ごろの古座川流域は、材木材よりも備長炭の材料としてのウバメ樫を使った上質な炭づくりが大変盛んに行われており、江戸や上方の台所燃料として大変好評で、下流の高池にある佐藤家がこれをほぼ独占供給していた。
現在でいえば東京ガスと大阪ガスの運営を一手に担うようなものであり、耕地面積の少なさゆえに年貢米を納められず投獄される地主がいるほどの貧しい地域にあっては異色の豊かさだった。ちなみに、現在の古座川町役場は佐藤家跡に建てられている。

### 沿革
昭和
- 1956年（昭和31年）3月31日 - 高池町・明神村・小川村・三尾川村・七川村が合併して発足。

## 政治

### 行政

#### 町長
現在の町長は大屋一成。2024年6月2日の町長選挙で現職の西前を破り初当選した。
歴代町長
- 広瀬征彦（ - 2004年）[4][5]
- 奥根公平（2004年 - 2008年）[6]
- 武田丈夫（2008年 - 2016年）[7][8]
- 西前啓市（2016年 - 2024年）[8]
- 大屋一成（2024年 - ）

## 経済
2015年の国勢調査によると、
- 第一次産業就業人数は144名、第二次産業就業人数は140名、第三次産業就業人数は752名

である。

### 第一次産業

#### 農業
- 柚 - 古座川上流部の平井地区を中心とした「ユズ」栽培があげられ、柚子酢のほかジュースやジャムなどに加工され、主要特産品となっている。

#### 林業
山間部では古座川材を産すなどの林業、海岸に近い高池などでは木材加工が盛んであったが、木材価格の下落などに伴う林業の衰退が起こり、農業による地域活性策が打ち出されてきた。
江戸時代からゴーラを利用した和蜂の蜂蜜採取が行われており、百花蜜などが新たな特産品として注目を浴び、玉川大学と提携したりしている。

#### 漁業
支流の小川（こがわ）流域ではアユなどの川魚漁が盛んである。また、近年ではシカやイノシシを活用したジビエ事業に力を入れており、先進事例として注目されている。

### 第二次産業

#### 工業
- 木材加工 - ゴーラ（杉丸太をくり抜いて作った木箱）など

### 第三次産業

#### 商業
主な商業施設
- オークワ古座川店

## 施設

### 警察
本部
- 和歌山県警察 新宮警察署[9]

駐在所
- 高池警察官駐在所（古座川町高池）
- 佐田警察官駐在所（古座川町佐田）

### 消防
本部
- 串本町消防本部

消防署
- 古座消防署（東牟婁郡串本町古座1035）

分駐署
- 七川分駐署（東牟婁郡古座川町佐田627）

### 医療
主な病院
- 古座川病院

### 郵便局
集配郵便局
- 明神郵便局（明神）
- 三尾川郵便局（三尾川）

無集配郵便局
- 高池郵便局（高池）
- 西川郵便局（西川）

簡易郵便局
- 佐田（さだ）簡易郵便局（佐田）
- 小川（こがわ）簡易郵便局（小川）
- 平井簡易郵便局（平井）

簡易郵便局を除く各郵便局にゆうちょ銀行のATMが設置されており、明神郵便局ではホリデーサービスを実施（2011年6月現在）。
郵便番号
古座川町内の郵便番号は以下のとおり。
- 「649-41xx」 = 東部地域（高池、宇津木、池野山、月野瀬、楠、樫山）。串本郵便局（東牟婁郡串本町串本）の管轄。
- 「649-42xx」 = 中部地域（明神・小川地区など）。明神郵便局の管轄。
- 「649-44xx」「649-45xx」 = 西部地域（三尾川・七川・西川・平井地区など）。三尾川郵便局の管轄。
  - 民営化以前、「649-45xx」区域（北西部地域）の集配業務は西川郵便局が担当していたが、同局は2007年2月19日付で集配業務を三尾川郵便局に移管し、現在は窓口業務のみとなっている[10]。

## 教育・研究機関

### 大学
国立
- 北海道大学北方生物圏フィールド科学センター 和歌山研究林

### 中学校
町立
- 古座川町立古座中学校（こざちゅうがっこう、古座川町高池139）
- 古座川町立明神中学校（みょうじんちゅうがっこう、古座川町一雨16）

### 小学校
町立
- 古座川町立高池小学校（たかいけしょうがっこう、古座川町高池746）
- 古座川町立明神小学校（みょうじんしょうがっこう、古座川町一雨41）
- 古座川町立三尾川小学校（みとがわしょうがっこう、古座川町三尾川935、）

## 交通

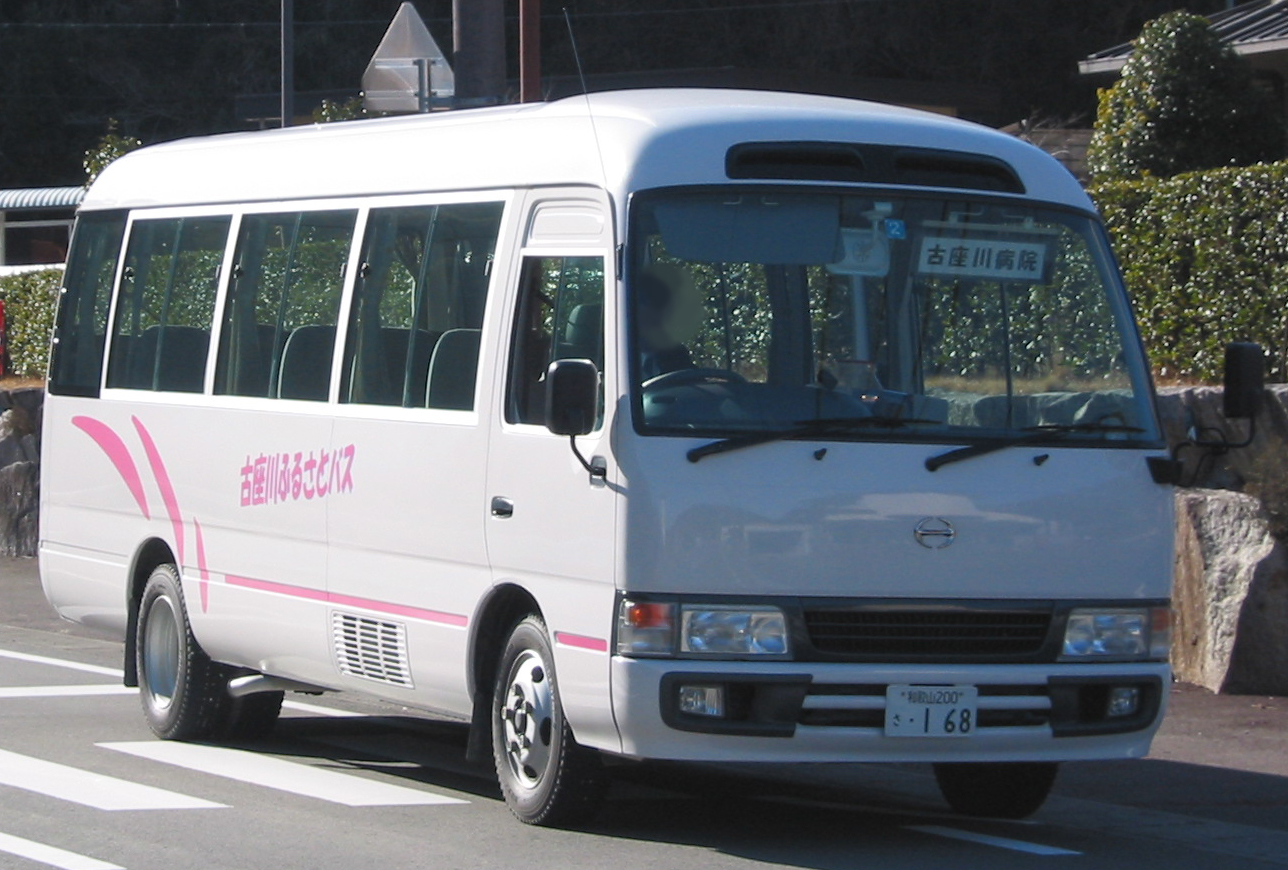
古座川町ふるさとバス

### 鉄道

#### 鉄道路線
町内に鉄道路線は存在しない。最寄駅は、串本町にある西日本旅客鉄道（JR西日本）紀勢本線の古座駅である。

### バス

#### 路線バス
コミュニティバス
- 古座川町ふるさとバス - 町内を運行するほか串本町内の古座駅・串本駅・和深駅にも乗り入れる。

### 道路

#### 国道
- 国道371号 - 西部を通る

#### 県道
主要地方道
- 和歌山県道38号すさみ古座線 - 別名「周参見街道」
- 和歌山県道39号串本古座川線
- 和歌山県道43号那智勝浦古座川線

一般県道
- 和歌山県道224号佐本深谷三尾川線
- 和歌山県道227号田原古座線
- 和歌山県道228号高瀬古座停車場線
- 和歌山県道229号古座川熊野川線

### 道の駅
- 道の駅一枚岩
- 道の駅瀧之拝太郎
- 道の駅虫喰岩

## 観光

天柱岩

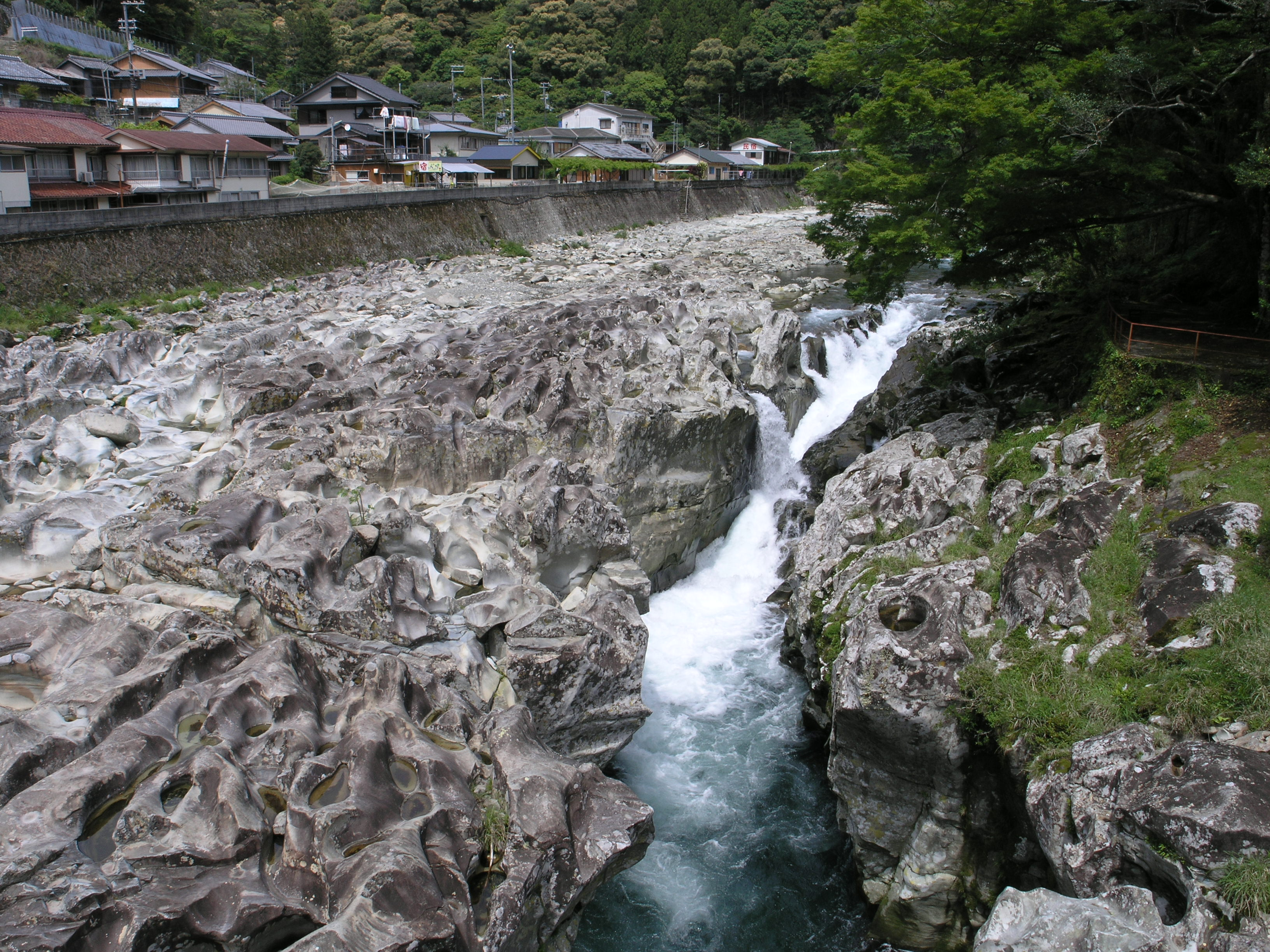
滝の拝

### 名所・旧跡
主な寺院
- 瀧川寺 - 紅葉の名所
- 霊巌寺

### 観光スポット
- 古座川の一枚岩 - 国の天然記念物
- 高池の虫喰岩
- 滝の拝
- 少女峰
- まぼろしの滝
- 七川ダム
- 古座川峡

温泉
- 月野瀬温泉
- 湯の花温泉
- 湯郷温泉

## 文化・名物

### 祭事・催事
- 佐田桜祭り
- 夏祭り
- 秋祭り
- 河内祭り

## 出身関連著名人

### 出身著名人
- 巽真悟（元プロ野球選手・福岡ソフトバンクホークス）

### 関連著名人
- 嶋田幸久（横浜市立大学教授）（母が古座川町出身）
- 嶋田知生（京都大学講師）（母が古座川町出身）